# James Eccles
James Eccles (Liverpool, 1838 – Londra, 1915) è stato un geologo e alpinista inglese.

## Biografia
Iniziò la sua carriera alpinistica a 16 anni, salendo per la prima volta il Monte Bianco nel 1865, all'età di 27 anni. La sua vocazione alpina si sviluppò del tutto nel 1869 dopo aver incontrato Michel Payot, guida alpina a Chamonix. I due amici realizzarono una lunga lista di ascensioni, e tra queste diverse prime ascensioni, nel massiccio del Monte Bianco:
- nel 1870 la prima traversate del Col Infranchissable[1]
- inizio luglio 1871 la prima salita all'Aiguille du Plan[2]
- il 30 e 31 luglio 1877 compie con Michel-Clement e Alphonse Payot la prima salita al Monte Bianco per il versante sud. Il 30 luglio raggiungono il bivacco sotto il Pic Eccles. La mattina successiva alle 2:55 i tre ripartono, attraversano il plateau superiore del ghiacciaio del Freney, risalgono quindi il couloir Eccles e raggiungono la parte superiore della cresta di Peuterey. Alle 11:40 sono in vetta al Monte Bianco di Courmayeur e alle 12:35 al Monte Bianco.[3] Forse salgono per primi il Grand Pilier d'Angle.
- il 14 agosto 1873 l'Aiguille de Rochefort[4]
- il 12 agosto 1881 il Dôme de Rochefort.[5]

Si accompagnò con le guide Alphonse e Michel Payot per più di quarant'anni. Lo ricordano il Pic Eccles, il Col Eccles ed il bivacco Eccles.

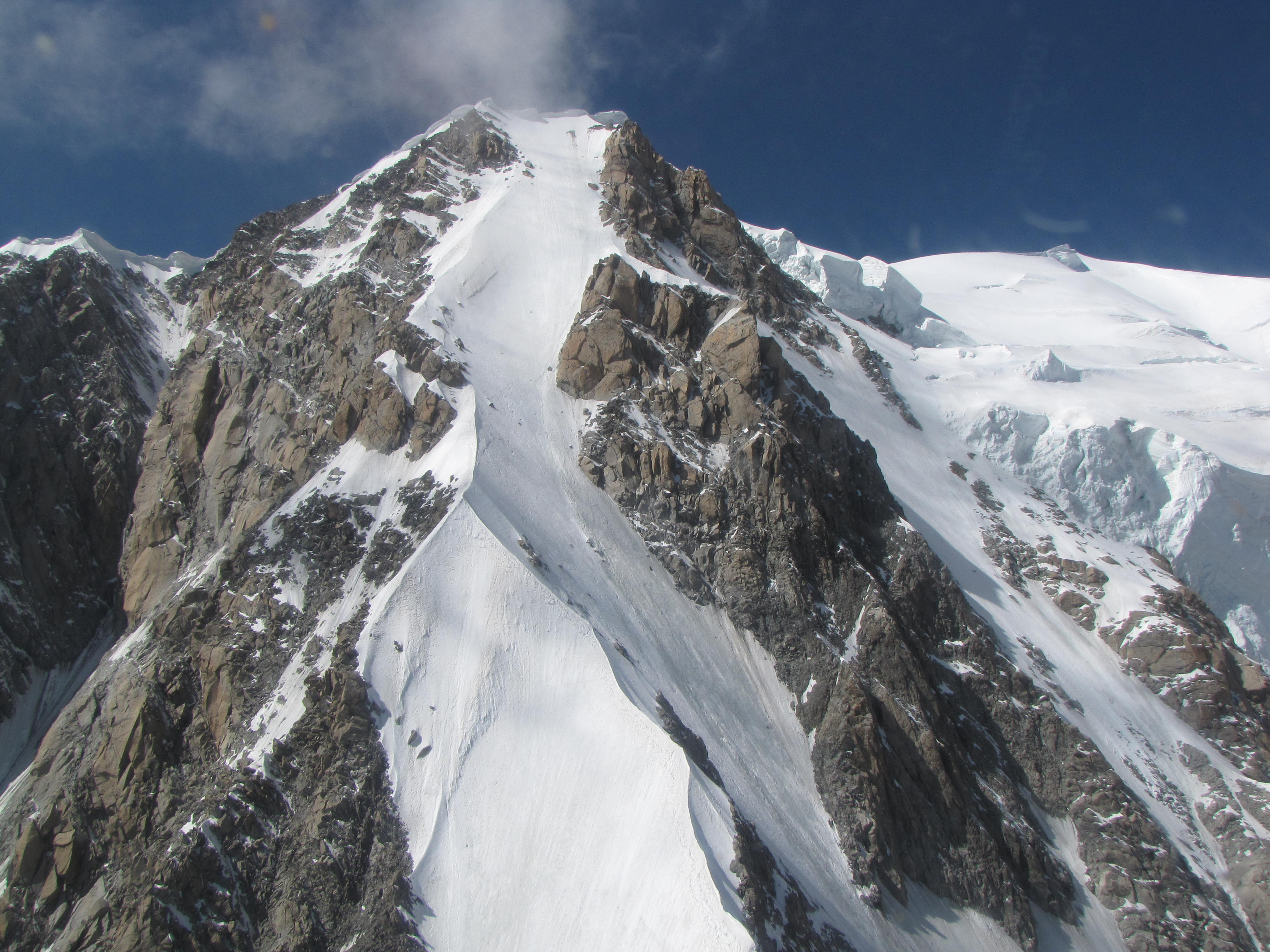
Il Monte Bianco di Courmayeur e la parte finale della cresta di Peuterey oltre il couloir Eccles, saliti per la prima volta da Eccles, Michel-Clement e Alphonse Payot nel 1877.